# Kärlek (antologi)
Kärlek var en serie av 14 erotiska novellantologier som 1965–1970 gavs ut av det Malmöbaserade bokförlaget Forsbergs förlag. Bengt Anderberg var huvudredaktör, tillika flitig bidragsgivare, till serien. 

## Historik
Antologin kom ut i en tid av mildrad censur av pornografisk litteratur. Den var ett uppmärksammat och banbrytande försök att ge ut erotisk litteratur skriven av seriösa författare, till skillnad från de erotiska berättelser av mer tveksam kvalitet som publicerades i den samtidigt framväxande porrtidningsfloran. Projektets redaktör Bengt Anderberg beskrev i förordet det hela som en sorts surrogat: ”vi tycker att det erbarmliga surrogat för pornografi som står den stora allmänheten till buds i Sverige bör ersättas med kvalitetsvaror”.
Den första antologin, Kärlek 1, blev en snabb succé, trycktes om i en större upplaga redan samma år och såldes totalt i 300 000 exemplar. Den första volymen följdes snart av Kärlek 2, Kärlek 3, och så vidare. Böckerna gavs ut i mjuka band med röda pärmar och hade ett fåtal, vanligen enbart symboliskt erotiska, illustrationer i form av foton eller teckningar. Serien, eller delar av den, har översatts till danska, finska och tyska.

### Återutgivning
Delar av materialet återutgavs 2005, då förlaget Lind & Co publicerade antologien Kärlek - de bästa erotiska berättelserna. I den ingick tio noveller ur bokserien, inklusive Gottfried Grafströms text om Gustaf Fröding och Albert Engström och duons midsommarfirande i Sandhamn, ursprungspublicerad i Kärlek #11. Den nya bokens redaktör, Leif Eriksson, ansåg att mycket av materialet präglades av den dåvarande tidsandans frihetliga rus. Förläggare Lind saknade den här typen av utgivningen i det svenska bokutbudet och ansåg att den svenska bokbranschen är ganska konservativ.

## Utgivning och bidragsgivare
1. Kärlek 1 (1965): Bengt Anderberg, Rune Olausson, Nine Christine Jönsson, P.C. Jersild, Bengt Martin, Annakarin Svedberg och Nils-Peter Eckerbom
2. Kärlek 2 (1965): Lars Ardelius, Loka Ehnmark, Anderz Harning, Rune Olausson, Svante Foerster, Eva Berggrén, Bengt Anderberg
3. Kärlek 3 (1965): Eva Berggrén, Göran Tunström, Loka Enmark, Rune Olausson, Kjell Sundberg, Lars Ardelius, Carl Henrik Svenstedt, Svante Foerster
4. Kärlek 4 (1965): Bengt Martin, Jonas Cornell, Ingvar Orre, Karl-Axel Häglund, Maria Emanuelson, Nine Christine Jönsson, Bo Nilsson, Bengt Anderberg
5. Kärlek 5 (1966): Karl-Axel Häglund, Lars Ardelius, Svante Foerster, Staffan Beckman, Bengt Martin, Ivar Ahlstedt, Nine Christine Jönsson, Maria Scherer, Bernt Rosengren, illustrationer av Tjeerd Ackema
6. Kärlek 6 (1966): Bengt Anderberg, Gunilla Rönnow, Lasse O'Månsson, Rune Olausson, Kjell Sundberg, Ingvar Orre, Eva Bokander, Gunnar Möllerstedt, Eva Berggrén, illustrationer av Tjeerd Ackema
7. Kärlek 7 (1967): Bertil Schütt, Nils-Peter Eckerbom, Eivor Martinus, Anderz Harning, Annette Kullenberg, Bernt Rosengren, Nina Yunkers, Sam Lidman,  teckningar av Martin Lamm
8. Kärlek 8 (1967): Karl-Axel Häglund, Loka Enmark, Lars Björkman, Bengt Martin, Rune Olausson, Svante Foerster, Bengt Anderberg, illustrationer av Fritz Janson
9. Kärlek 9 (1968): Loka Enmark, Karl-Axel Häglund, Nine Christine Jönsson, Rune Olausson, Britt Arenander, Bernt Rosengren, Gunnar Möllerstedt, Lars Björkman, illustrationer av Tjeerd Ackema
10. Kärlek 10 (1968): Karl-Axel Häglund, Nine Christine Jönsson, Per Lindeberg, Berit Bergström, Anderz Harning, Nils-Peter Eckerbom, Sven G. Andersson, Helena M. Klein, Eivor Martinus, illustrationer av Tjeerd Ackema

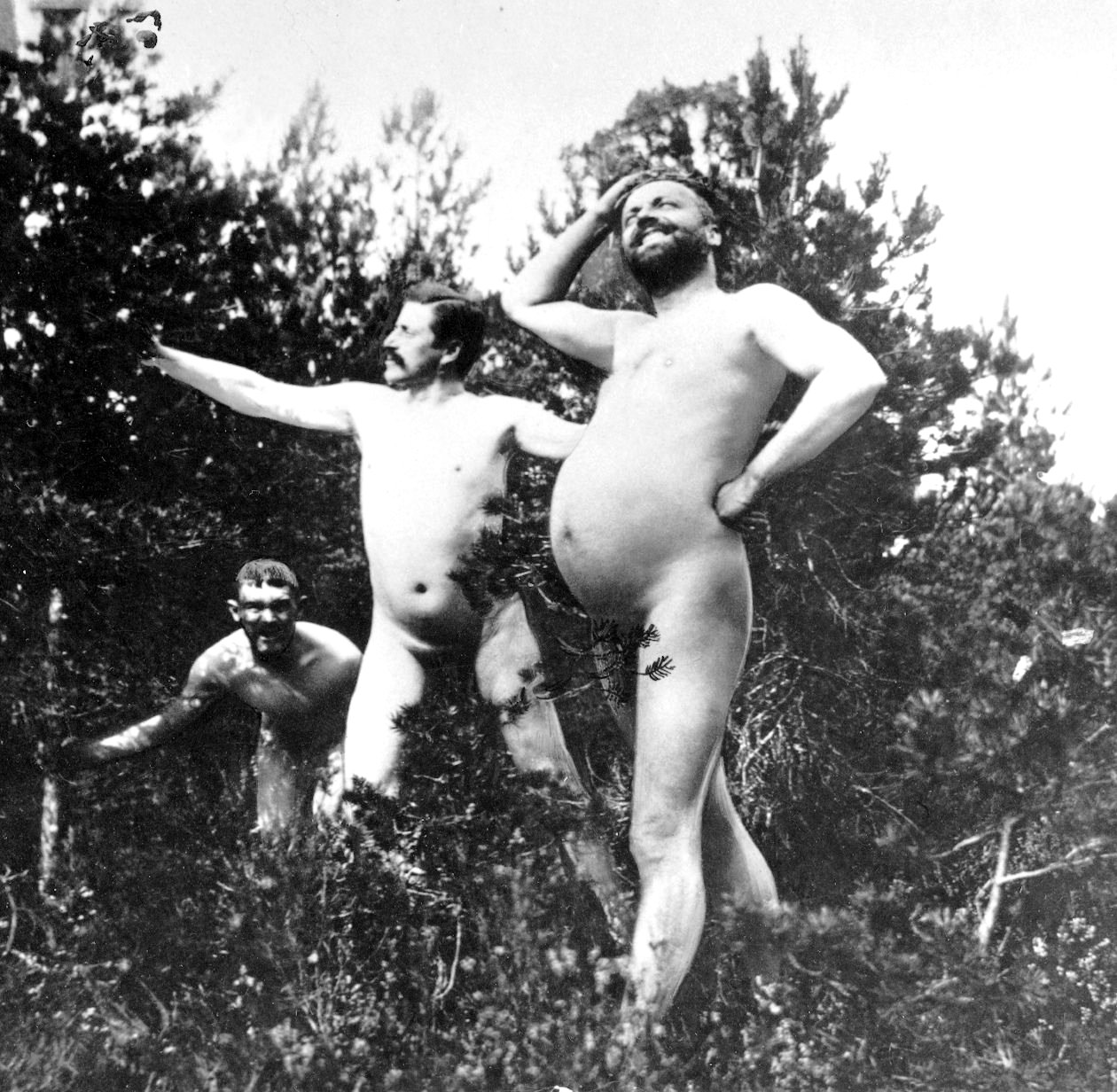
Glada friluftsdagar med nakenliv på Sandhamn. Heidenstam och Fröding poserar med Albert Engström i bakgrunden. En text om de två senare publicerades i Kärlek #11.

1. Kärlek 11 (1969): Nils-Peter Eckerbom, Gottfried Grafström, Nine Christine Jönsson, Björn Runeborg, Mario Grut, Britt Arenander, Bengt Henricson
2. Kärlek 12 (1969): Bengt Martin, Ove Magnusson, Gunnar Möllerstedt, Bernt Rosengren, Bo Andersson, Nils-Peter Eckerbom, Per Lindeberg
3. Kärlek 13 (1970): Rune Pär Olofsson, Gottfried Grafström, Nine Christine Jönsson, Gunnar Möllerstedt, Bo Andersson, Karl-Axel Häglund, Bengt Anderberg
4. Kärlek 14 (1970): Ove Magnusson, Lars Björkman, Bengt Martin, Britt Arenander, Bo Andersson, Nils-Peter Eckerbom, Nine Christine Jönsson, illustrationer av Tjeerd Ackema

## Relaterat projekt
Serien Kärlek gavs inte ut efter 1970. 1971 utkom dock från samma förlag ("Edition Corniche") den relaterade novellsamlingen Förförelse: noveller. Den hade bidrag av Eva Berggrén, Margareta Ekström, Per Gunnar Evander, Sven Fagerberg, Ann Mari Falk, P.C. Jersild, Nine Christine Jönsson, Sam Lidman, Birgitta Stenberg och Lars Widding.